# Novobarovo
Novobarovo, česky a slovensky také Ujbarjevo (ukrajinsky Новобарово, maďarsky Újbárd)  je obec v Buštynské vesnické komunitě, v okrese Ťačiv, v Zakarpatské oblasti na Ukrajině. V roce 2025 zde žilo 2007 obyvatel.

## Historie
První písemná zmínka o  vesnici pochází z roku 1389, kdy byla ves uvedena pod názvem Wybarfalwa. Do uzavření Trianonské smlouvy byla ves součástí Uherska, poté byla (pod názven Ujbarjevo) součástí Československa. Od roku 1945 byla ves součástí Ukrajinské sovětské socialistické republiky, která byla jednou ze svazových republik Sovětského svazu, nakonec od roku 1991 je součástí samostatné Ukrajiny